# Avannaa

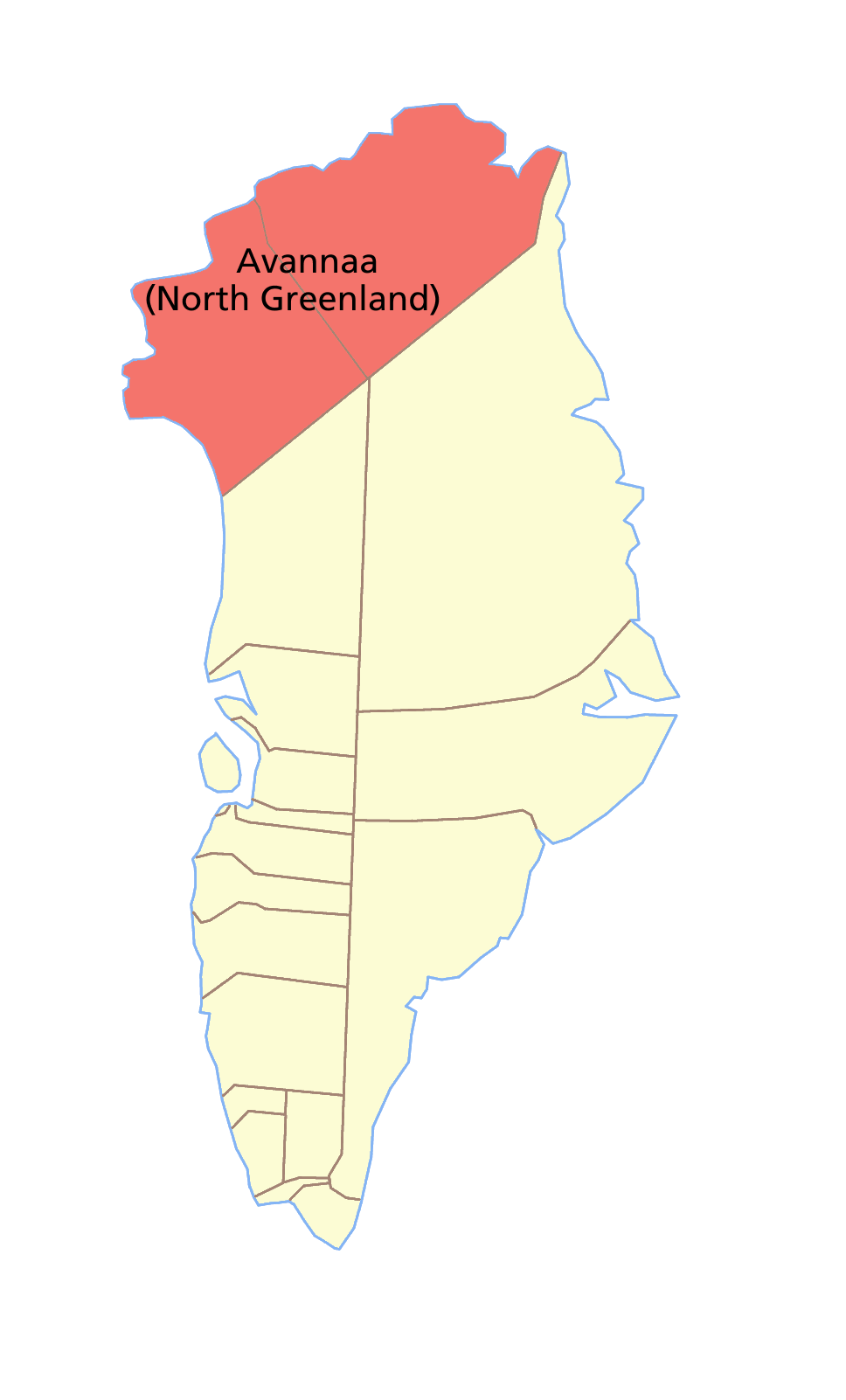
Mapa de Avannaa.

Avannaa, en danés: Nordgrønland (Groenlandia Septentrional, también llamada Avannaarsua o Avanersuaq) fue una de las tres regiones (amt) en las que se dividía Groenlandia hasta 2009. Su capital fue el principal asentamiento humano, Qaanaaq, núcleo del único municipio.
Groenlandia Septentrional se dividía entre un municipio (Qaanaaq) y dos áreas no incorporadas:
- Qaanaaq
- Base Aérea de Thule (Pituffik) (no incorporada, un enclave dentro del municipio de Qaanaaq)
- Parque Nacional del Noreste de Groenlandia (no incorporado)